# Циклосилікати
Кільцеві силікати (циклосилікати) — підклас мінералів із класу силікатів, що утворюють кільцеві структури.
Основний структурний мотив силікатів — тетраедр з одним атомом кремнію в центрі і чотирма атомами кисню у вершинах. У кільцевих силікатах кожен тетраедр зустрічається з двома кутами з сусідніми тетраедрами, утворюючи циклічну систему. Атоми кисню в точках контакту є загальними для двох силікатних залишків (силоксанової системи Si-O-Si), тоді як два інших атома силікатного залишку заряджені негативно. Силікатні кільця можуть містити від трьох до десятків силікатних тетраедрів (напр. [Si3O9]6-, [Si4O12]8-, [Si6O18]12-), які розташовані в паралельних шарах, міцно з'єднаних іонами металу.
Приклади циклічних силікатів: аксиніт, берил, діоптаз, еканіт, турмаліни.
|  |  |  |